# 免疫 (医学)
免疫（めんえき、英: immunity）というのは実体的な言葉で、感染、病気、あるいは望まれない侵入生物を回避するために十分な生物的防御力を持っている状態を指す。免疫には特異的な要素をもつものと、非特異的な要素をもつものがある。非特異的要素は障壁として働いたり、
抗原特異性に拘わらず、広い範囲の微生物を排除する働きをもつ。免疫系のもう一つの種類の要素は、遭遇した新しい病気各々にそれら要素を適応させて病原体特異的な免疫を生じることができるようにする。
適応免疫はしばしば免疫がどのように誘導されるかに依存して2つの主要な型に分けられる。自然獲得された免疫は、病気を起こす病原体との接触で生じ、この際病原体の接触は故意ではない。対して人為的獲得免疫はウイルス接種のような意図的な行為によってのみ発達するものである。自然獲得免疫も人為的獲得免疫も免疫が宿主に誘導されるかあるいは免疫された宿主から受動的に移動するかによってさらに分けられる。受動免疫は免疫をもった宿主から抗体や活性化T細胞を移動して付与される。有効なのは短期間で普通数か月しか続かない。一方能動免疫は宿主体内に抗原によって誘導されもっと長期間続いて時には生涯にわたる。下図に免疫のこれら分類をまとめた。

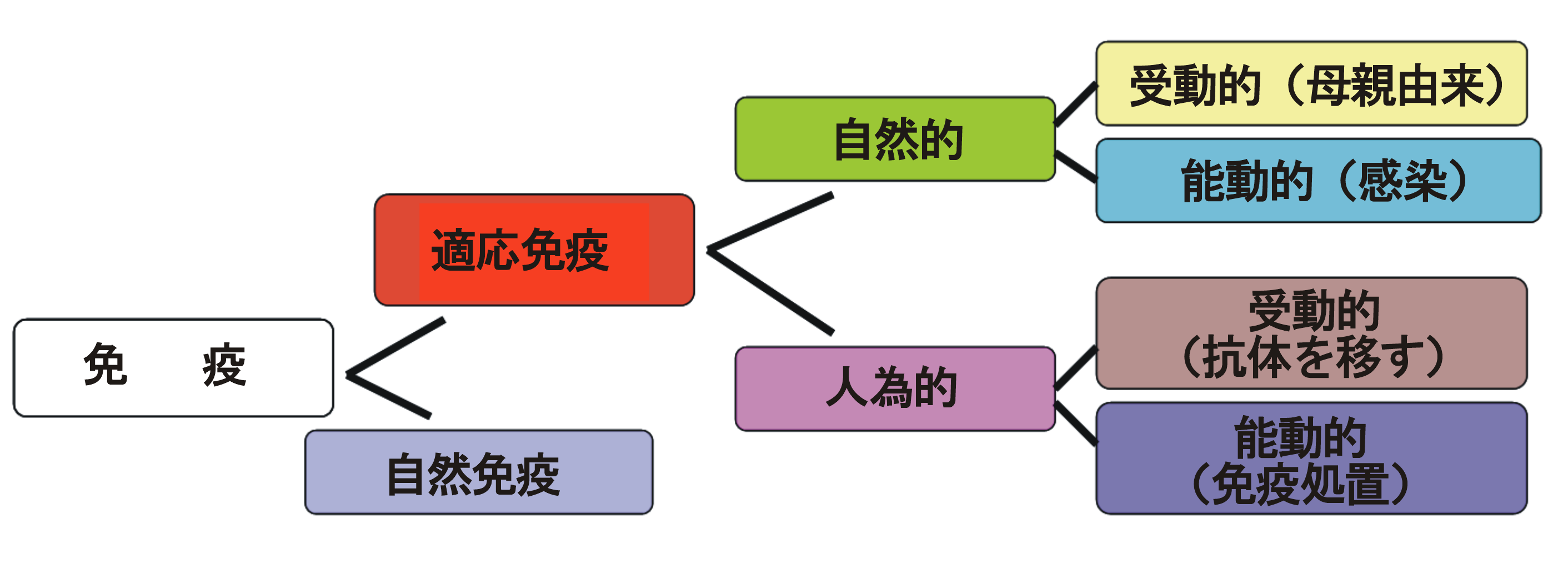

適応免疫のより細かい分類は関与する細胞の特徴でなされる。体液性免疫は分泌された抗体で媒介されるが細胞性免疫で提供される防御はT細胞のみである。体液性免疫は生体が自分自身の抗体を産生するとき能動的であり、個人間で抗体を移すとき受動的である。同様に細胞性免疫では生体自身のT細胞が刺激されるとき能動的で、他の生体からT細胞をもって来るときは受動的である。

## 免疫理論の歴史

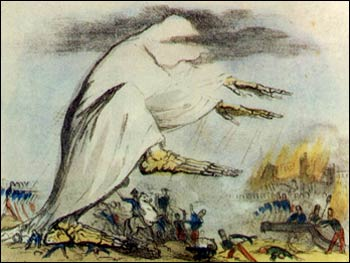
19世紀のコレラ流行を表したもの

免疫の概念は数千年の間人類の興味を引いていた。前史時代の病気に対する考えは、超自然的な力が原因で、神あるいは敵のそばで魂に尋ねてきた、悪い行いや悪魔の考えを神が罰する形が取られたものとされた。 ヒポクラテスと19世紀の間には科学的方法の基礎が作られ、病気は４つの気質（血、粘液（痰）、黄色胆汁、黒色胆汁）の1つが変化するかバランスが崩れることに帰せられた。 この期間に人気があったのは瘴気論である。コレラや黒死病は"悪い空気"の有毒な形である瘴気によって起こるとされた。 誰でも瘴気に接触すると病気に罹った。
近代的な言葉「免疫」immunityはラテン語のimmunisに由来する。兵役サービス、納税、あるいは他の公共へのサービスからの免除を意味している。 書いた記録に「免疫」概念が最初に現れるのは、アテネのトゥキディデスによってBC430年に書かれたものである。彼は「病人や死にそうな人は病気から回復した人々によって手厚く看護された。なぜなら彼らは病気の経過が分かっており彼ら自身はもう心配はなかったから。そして以前病気に罹ったものは2回は罹らず死ぬことはない」と記した。 免疫（immunes）なる言葉がBC60年頃詩人マルクス・アンナエウス・ルカヌスによって詠まれた叙事詩『ファルサリア』中にも見受けられる。彼は北アフリカ部族の蛇毒抵抗性を描写した。
特定の病気の病原体によって引き起こされる免疫（immunity）についての記述が最初に臨床的な視点でなされたのは、おそらくイスラムの医者アル・ラーズィーによって書かれた『Kitab fi al-jadari wa-al-hasbah』(天然痘および麻疹についての論文、翻訳1848年）であるだろう。論文中彼は天然痘と麻疹の臨床描写を行い、これらの特定の病気を起こすものに接触すると長続きする免疫immunityがつくことを示した（彼は免疫immunityと言う言葉を使わなかったのだが）。 しかし誕生後間もない科学である免疫学が、いかに細菌が病気を起こすか、そして感染後いかに人の体がさらに障害を受けないよう抵抗力を獲得するのかの説明を始めるまで、ルイ・パスツールによる病気の病原体説まで待たねばならなかった。

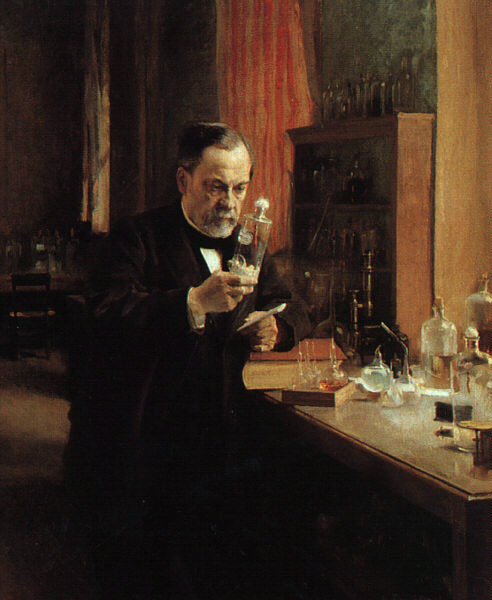
ルイ・パスツール、実験室にて。1885年

受動免疫による治療はポントスのミトリダテス6世に始まるだろう。彼は毒に対して、自身を強固にしたいと思い、抵抗力を付けるために毎日致死量以下の毒を飲んだ。ミトリダテスは地球上のあらゆる毒から身を守るために宇宙の解毒者になるとも言った。 約2,000年近くの間毒は病気の原因に最も近いものと考えられ、ルネサンス時代は様々な物質の複雑な混合物、これはミトリデイトと呼ばれたが、それが中毒の治癒に用いられた。 この治療法の改良版は『Theriacum Andromachi』で、19世紀までよく用いられた。 1888年エミリー・ルーとアレキサンドル・イェルサンはジフテリア菌毒素を単離した。そして1890年ベーリングと北里によってジフテリアと破傷風に対する免疫に基づいて抗毒素が発見された後、抗毒素が近代治療免疫学の主要で最初の成功となった。
ヨーロッパでは能動免疫の導入が始められ、その試みに天然痘が含まれていた。しかしながら免疫処置は少なくとも千年の間様々な形で存在していた。 免疫処置を最初に用いたのは知られていないが、AD1,000年頃であり、中国人は天然痘のかさぶたで作られた粉末を乾かし吸い込むというような免疫処置の形となるものを実際に行い始めていた。 15世紀頃のインドとオスマン帝国と東アフリカで、（天然痘のかさぶたの粒から作った粉末を用いて皮膚を突くことによって）あばたを作ることはごく普通のことになっていた。 このあばた作りは18世紀初めメアリー・ウォートレー・モンターギュ嬢によって西洋に紹介された。 1796年エドワード・ジェンナーは死んでいないウイルスだが天然痘に対する免疫を誘導する牛痘を用いたより安全な接種法を導入した。ジェンナーの取ったやり方の成功とそれが一般的に認められたことは、その後19世紀終わりにワクチン接種の性質の一般性がパスツールによって導き出され発展したことへつながった。

## 受動免疫
受動免疫は既存の抗体の形で、ある個人から他人へ能動免疫を移動することである。受動免疫は母親の抗体が胎盤を経由して胎児に移動されるときに自然に起こりうる。受動免疫は、高レベルのヒト（あるいはウマ）の何らかの病原体や毒に対する抗体を免疫のない個体に移すような場合に、人為的にも誘導される。受動免疫処置は感染の高いリスクがあるときか体が自身の免疫応答を発達させるに十分な時間的余裕がないとき、あるいは罹患中か、免疫抑制的な病気の症状を治めるために用いられる。 受動免疫は即時的な防御を提供するが、生体自身は記憶を生じさせない。したがって患者は後で同じ病原体に感染するリスクをもつ。

### 自然獲得受動免疫
母親による受動免疫は自然に行われる獲得受動免疫の型であり、妊娠中母親によって胎児に運ばれる抗体を媒介とした免疫を指している。母親由来の抗体（MatAb）は胎盤細胞のFcRn受容体によって胎盤を通って胎児に渡される。これは大体妊娠第3月に起こり、 IgGが唯一の胎盤通過可能な抗体イソタイプである。 受動免疫は母乳中のIgA抗体の移動によっても提供され新生児が自身の抗体を合成できるまで新生児の消化管に入って細菌感染を防御する。

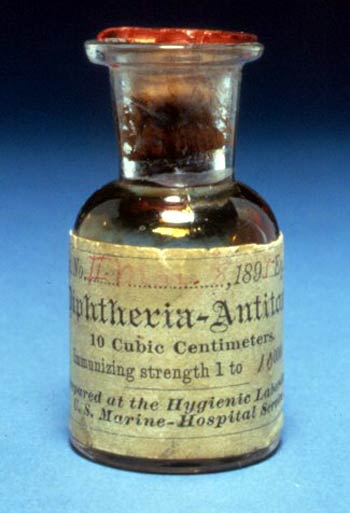
生産されたジフテリア抗毒素の最初の瓶詰めの1つ（1895年という年号表示が見える）

### 人為的獲得受動免疫
人為的な獲得受動免疫は抗体を移動させて短期間の免疫処置を行うもので、抗体はヒトあるいは動物の血漿としてプールした免疫グロブリンとして静注（IVIG）で、筋注（IG）で、ないしモノクローナル抗体（NAｂ）の形でなどいくつかの形にして投与されうる。受動的な移動は例えば低γグロブリン血症のような免疫不全症の場合で予防的に用いられている。 これは急性感染症のいくつかの型の治療や中毒の治療にも用いられている。 受動免疫によって誘導される免疫はごく短い期間しか続かないもので、可能性のあるリスクとしては、特にヒト由来のγグロブリンによる過敏症反応、血清病である。
受動免疫の人為的誘導は1世紀以上も感染症を治療するのに用いられてきた。そして、抗体はまだ姿を見せていなかったので、しばしばある種の感染症の唯一の特異的治療であった。免疫グロブリン療法は、1930年代まで、また、抗生物質サルフォナマイドが導入された後も、重症呼吸器感染症の治療において第一線の治療法であり続けた。

### 細胞性免疫の受動的移動
細胞性免疫の受動的あるいは適応的移動はある個人の感受性のあるあるいは活性化したT細胞を他人に移すことで付与される。これはヒトでは滅多に行われない。組織適合性（の一致）のあるドナーが必要とされることがしばしば困難であることによる。不一致のドナーを用いるとこの型の移動は重篤な移植片対宿主病の危険をもたらす。 しかしいくつかのがんの型や免疫不全を含んだ病気の治療には用いられてきた。骨髄移植では（未分化の）造血性幹細胞が移されるので、この型の移動は、これと異なっている。

## 能動免疫（別名：自動免疫、自力免疫）

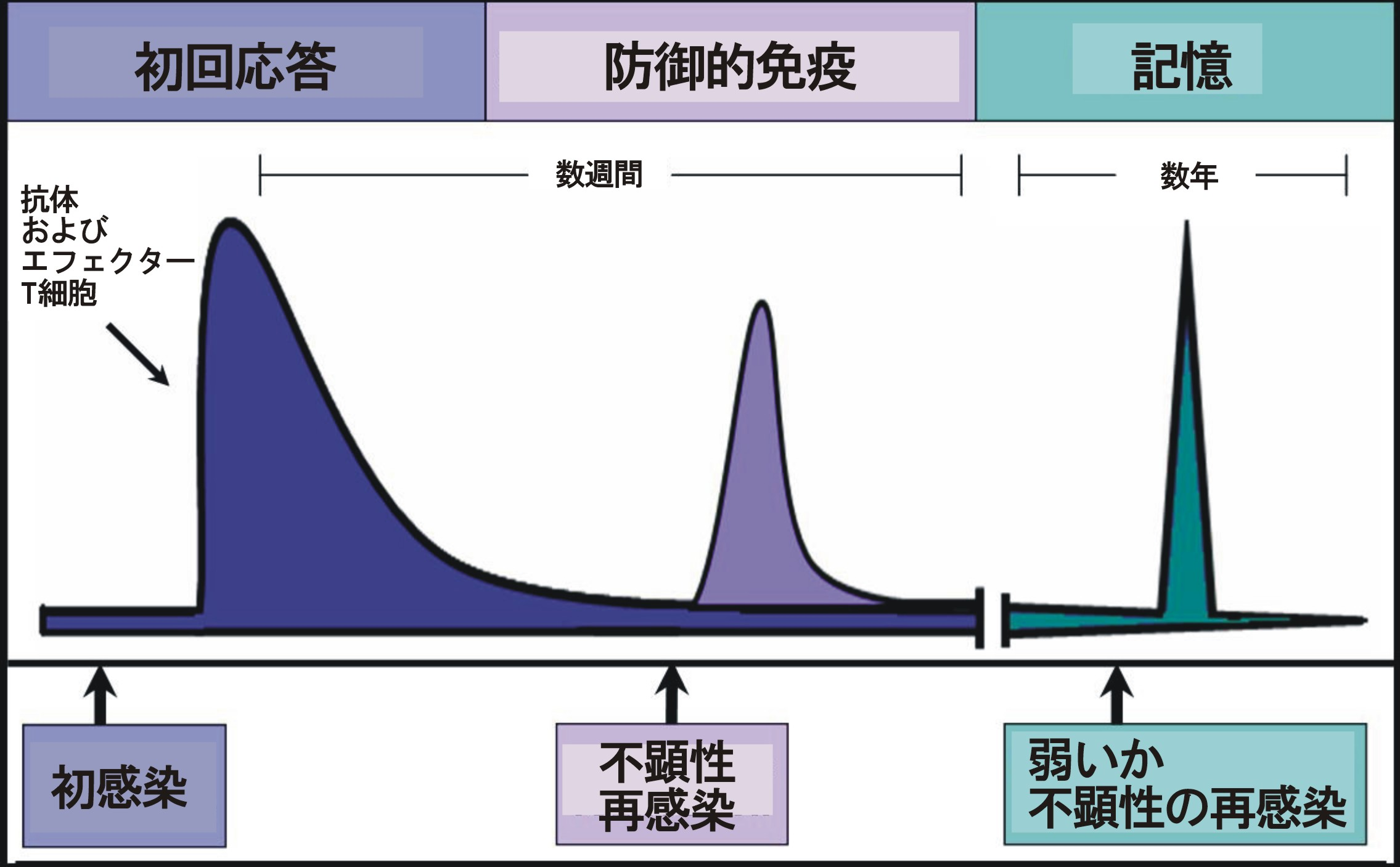
免疫応答が病原体の感染（あるいはワクチン初回投与）から始まり能動的な免疫記憶を形成して維持される時間的経過。

B細胞とT細胞が病原体によって活性化されると記憶B細胞およびT細胞が産生される。動物の生涯にわたってこの記憶細胞は、遭遇したそれぞれの特異性のある病原体を記憶しておりその病原体が再び感知されると、つよい応答を繰り出す。この型の免疫は能動的かつ体の免疫系が将来の接触に対して準備するので適応的である。能動免疫はしばしば細胞性も体液性も含み、自然免疫系からの入力も含む。自然免疫系は誕生時から備わり経験の有無に拘わらず病原体から個人を防御する。しかし適応免疫は感染あるいは免疫処置がなされた後だけ発動するので、生存中"獲得"されるものである。

### 自然獲得能動免疫
自然に獲得される能動免疫はヒトが生きた病原体に接触したときに起こる。そして初回免疫応答が起こされ免疫記憶の保持に至る。 この型の免疫は人為的でないので自然である。免疫系の機能の多くの異常は能動免疫の形成に影響をもちうる。例えば免疫不全と免疫抑制において見られるように。

### 人為的獲得能動免疫
人為的獲得能動免疫は抗原を含んだ物質であるワクチンによって誘導できる。ワクチンは抗原に対する初期応答を刺激し、病気の症状は起こさない。 ワクチン接種という言葉はエドワード・ジェンナーが考えだし、ワクチン接種における開拓者的研究に鑑み、ルイ・パスツールもそれに合わせた。パスツールの用いた方法は、それらの病気の感染性病原体に対し、それらの病原体が重大な病気を起こす能力を失うような処理をする必要があった。パスツールはジェンナーの発見に敬意を表してワクチンという名称を一般名として採用した。パスツールの研究はジェンナーの上に構築された。

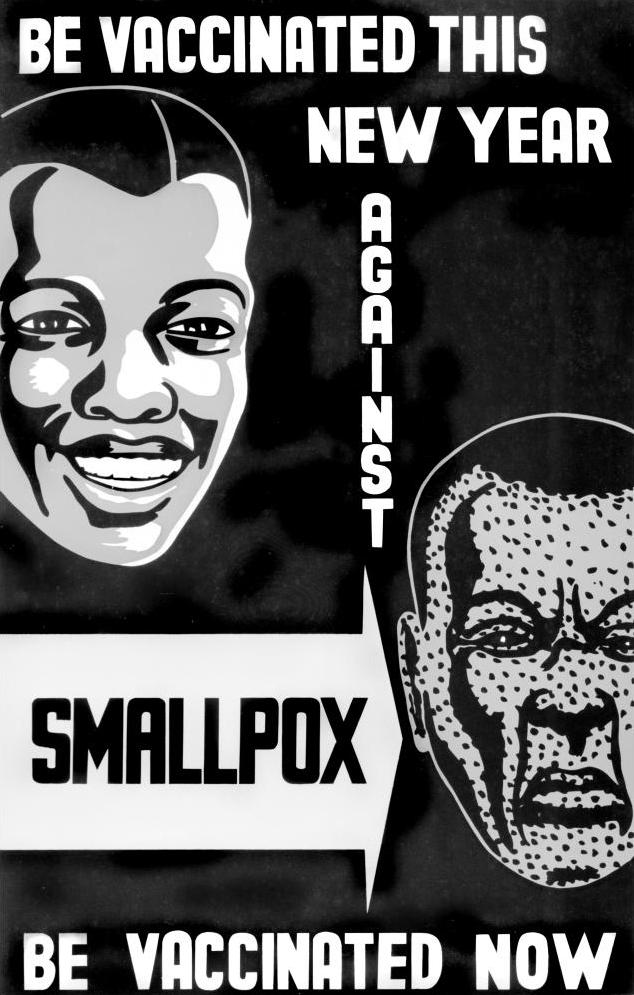
1979年の天然痘撲滅以前の、ワクチン接種呼びかけのポスター。上から、「新年に当たりワクチン接種をしましょう」、「天然痘ウイルス（smallpox）に対する」、「今すぐワクチン接種を」などとある。

1807年バイエル人たちが、兵役動員のために必要な、天然痘に対するワクチン接種の最初のグループとなった。天然痘の広がりが戦闘に関与していたため、 その後の戦争の広がりとともにワクチン接種の施行は増えて行った。
伝統的なワクチンには4型がある：
- 不活性化ワクチンは化学薬品や熱処理で殺された微生物からなり、もはや感染性はもたない。例は、インフルエンザ、コレラ、腺ペスト、A型肝炎各ワクチン。コレラの型のワクチンの大部分は追加免疫が必要かも知れない。
- 生きた弱毒ワクチンは、病気を起こす力をなくす条件で培養した微生物からなる。これによる応答は持続性があり一般に追加免疫は不要である。例は黄熱病のほか、麻疹、風疹、おたふく風邪各ワクチン。
- 微生物が産生する類毒素からなる。類毒素は微生物の毒素を不活性化した物質で、これらが（微生物自身よりも）病気をもたらす場合、毒素に出合う前に用いる。類毒素ベースのワクチンには破傷風とジフテリア各ワクチンが含まれる。
- サブユニットワクチンは、病気起因性の病原体の小断片から構成される。この例として目立つのはB型肝炎ワクチンである。

大部分のワクチンは消化管からの吸収はあまり期待できないので皮下注射で行われる。ポリオ、腸チフス、およびコレラの弱毒生ワクチンは、腸をベースとした免疫を付与するため経口的に与えられる。

## 引用文献
1. 1 2  “INTRODUCTION TO THE HISTORY OF DISEASE”. 2007年11月10日時点のオリジナルよりアーカイブ。2008年9月4日閲覧。
2. 1 2 3 4 5 6 7  Silverstein, Arthur M. (1989) History of Immunology (Hardcover) Academic Press. Note: The first six pages of this text are available online at: (Amazon.com easy reader)
3. 1 2 3 4 5 6 7  “The Concept of Immunity. History and Applications.”. 2012年1月20日時点のオリジナルよりアーカイブ。2008年9月4日閲覧。
4. ↑  A "al-Razi." 2003 The Columbia Electronic Encyclopedia, Sixth Edition. Columbia University Press (from Answers.com, 2006.)
5. ↑  ^  この記事には現在パブリックドメインである次の出版物からのテキストが含まれている: Chambers, Ephraim, ed. (1728). Cyclopædia, or an Universal Dictionary of Arts and Sciences (1st ed.). James and John Knapton, et al. {{cite encyclopedia}}: |title=は必須です。 (説明) "Mithridate".
6. 1 2 3 4 5  Microbiology and Immunology On-Line Textbook: USC School of Medicine
7. 1 2 3  Janeway, Charles; Paul Travers, Mark Walport, and Mark Shlomchik (2001). Immunobiology; Fifth Edition. New York and London: Garland Science. ISBN 0-8153-4101-6.
8. 1 2  Coico, R., Sunshine, G., and Benjamin, E. (2003). “Immunology: A Short Course.” Pg. 48.
9. 1 2  Keller, Margaret A.; Stiehm, E. Richard (2000). “Passive Immunity in Prevention and Treatment of Infectious Diseases”. Clinical Microbiology Reviews 13 (4):  602-614. doi:10.1128/CMR.13.4.602-614.2000. PMID 11023960.
10. ↑  “Smallpox: Variolation”. www.nlm.nih.gov. 2008年9月4日閲覧。
11. ↑  Immunization: You call the shots. The National Immunization Program at the Centers for Disease
Control and Prevention